# Richard Wolsztynski
Richard Wolsztynski (ur. 18 kwietnia 1948) – francuski generał armii pilot, polskiego pochodzenia.

## Życiorys
Urodził się w Saint-Avold w Lotaryngii jako syn polskiego górnika. W 1966 zdał egzamin dojrzałości w liceum Jean-Victor Poncelet w Saint-Avold. Po dwóch latach kursów przygotowawczych (classes préparatoires) ze specjalnościa matematyczno-fizyczną (mathématiques supérieures) i (mathématiques spéciales) wstąpił w 1968 do École de l’air. Podczas szkolenia odbył półroczny staż w United States Air Force Academy w Colorado Springs. W 1972 uzyskał kwalifikacje pilota myśliwskiego.
W 1986 odbył staż w Wyższej Szkole Wojskowej w Montgomery w Alabamie. W latach 1990/91 brał udział w czterech misjach w czasie I wojny w Zatoce Perskiej. W 1991 został dowódcą 112 bazy lotniczej w Reims.
W 1994 przeniesiony do ministerstwa obrony i awansowany do stopnia generała brygady. W 2002 promowany do stopnia generała armii i mianowany szefem sztabu sił powietrznych. Od lipca 2006 w stanie spoczynku.

## Odznaczenia
- Wielki Oficer Legii Honorowej
- Oficer Orderu Narodowego Zasługi
- Krzyż Wojenny Zamorskich Teatrów Operacyjnych
- Medal Lotniczy
- Medal Zamorski
- Medal wyzwolenia Kuwejtu